# تسرطن
التسرطن (بالإنجليزية: Carcinogenesis أو oncogenesis أو tumorigenesis)، هو تشكل السرطان نتيجة تحول الخلايا الطبيعية إلى خلايا سرطانية. تتصف هذه العملية بتغيرات على المستويات الخلوية والجينية وفوق الجينية (التخلقية) وشذوذ في انقسام الخلايا.

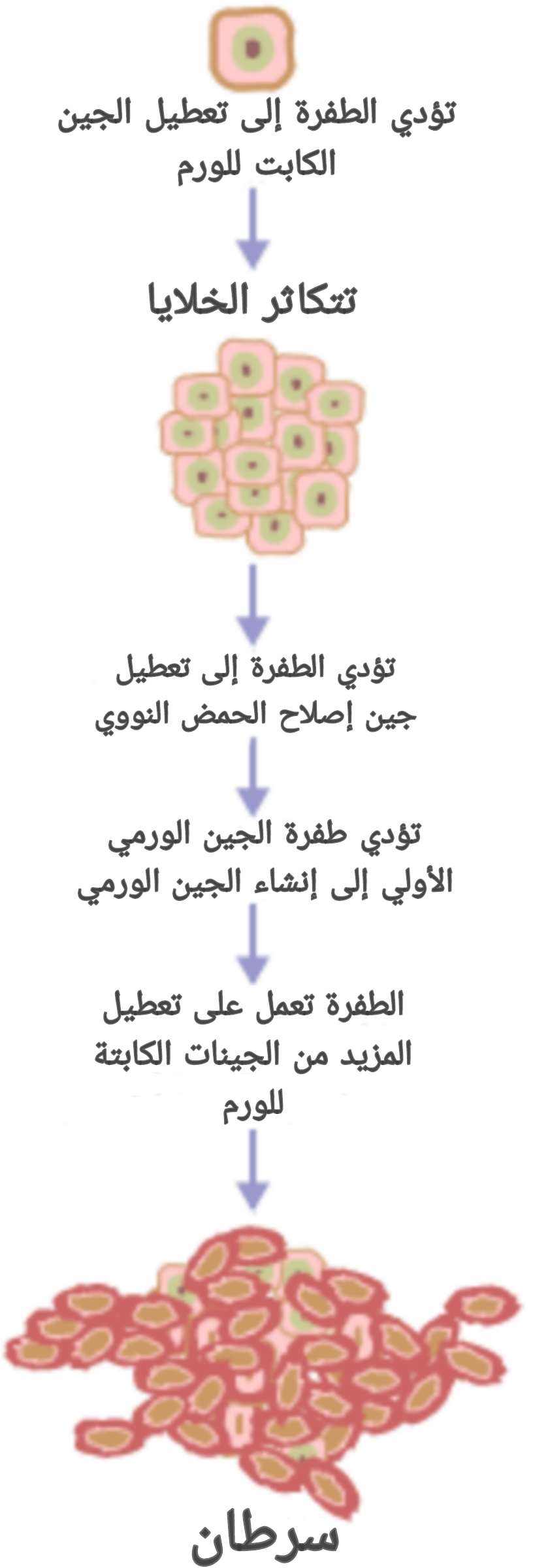
تنتج السرطانات والأورام عن سلسلة من الطفرات. كل طفرة تغير سلوك الخلية إلى حد ما

الانقسام الخلوي عملية فسيولوجية تحدث في أغلب النسج تحت ظروف متنوعة، إذ يوازن الكائن الحي في الوضع الطبيعي بين الانقسام والموت الخلوي المبرمج بما يسمى عملية الاستماتة الخلوية حفاظًا على سلامة النسج والأعضاء.
وفقًا لنظرية الطفرة الجسدية، وهي نظرية التسرطن السائدة المقبولة في الوسط العلمي، تعيق طفرات الحمض النووي الصبغي (الدنا) والطفرات فوق الجينية المسرطنة استقرار هذه العمليات بتعطيل تنظيمها المبرمج مخلةً بالتوازن بين التكاثر والموت الخلوي. تنقسم الخلايا نتيجة ذلك دون ضابط، وتتطور في الجسم بالاصطفاء الطبيعي. هناك القليل من الطفرات المسؤولة عن حدوث السرطان، ولا علاقة لأغلب الطفرات الأخرى بعملية التسرطن.
قد تؤهب تحورات الجينات الموروثة لإصابة الأفراد بالسرطان، وكذلك تلعب العوامل البيئية، مثل المواد المسرطنة والأشعة، دورًا في حدوث الطفرات المساهمة في تطوره، وقد تؤدي الأخطاء العشوائية في انتساخ شريط الدنا الطبيعي إلى طفرات مسرطنة. يحتاج السرطان سلسلةً من الطفرات المتعددة في بعض أنواع الجينات قبل أن تتحول الخلية الطبيعية إلى خلية سرطانية، إذ وُجدت 15 «طفرةً سائق» و 60 «طفرةً راكب» في سرطانات القولون. قد تسبب الطفرات التي تصيب الجينات المنظمة للانقسام الخلوي والموت المبرمج وإصلاح شريط الدنا تكاثرًا خلويًا غير منضبط مؤديةً إلى السرطان.
السرطان بتعريفه الأساسي مرض يؤثر في تنظيم نمو النسج الحية، وحتى تتحول الخلية الطبيعية إلى خلية سرطانية يجب أن تغيير جيناتها المنظمة للنمو والتمايز. قد تحدث التبدلات الجينية وفوق الجينية في عدة مستويات، بدءًا من اكتساب كروموسومات كاملة أو فقدانها، إلى حدوث طفرات في نوكليوتيد واحد في شريط الدنا، أو كبح الرنا الميكروي الذي يضبط التعبير عن 100 إلى 500 جين، أو تنشيطه.
هناك فئتان جينيتان رئيستان تتأثران بهذه التغيرات، أولاهما المورثات الورمية التي قد تكون مورثات طبيعيةً تعبر عنها الخلية بمستويات عالية غير ملائمة، أو مورثات متغيرة لها خصائص جديدة، وفي كلتا الحالتين، يحرض التعبير عن هذه الجينات ظهور الأنماط الظاهرية الخبيثة للخلايا السرطانية. ثانيهما المورثات الكابحة للورم، وهي مورثات مثبطة لانقسام الخلايا وتنقص عيوشيتها وتزيل عنها الخصائص المسرطنة. تتثبط هذه المورثات بالتبدلات الجينية المحرضة للسرطان.
نذكر أخيرًا الفيروسات الورمية، وهي فيروسات تحوي مورثات مسرطنة، وتصنف ضمن العوامل المسرطنة لأنها تحرض نمو النسج الورمية في جسد المضيف، ويُشار إلى هذه العملية باسم التحول الفيروسي.

## الأسباب

### الأسباب الجينية وفوق الجينية
هناك مخطط تصنيفي واسع لتبدلات جينية متنوعة تساهم في توليد الخلايا السرطانية، وتشكل الطفرات نسبةً كبيرةً منها، وهي تبدلات في تتالي النوكليوتيدات المشكلة لدنا المجموع المورثي. هناك العديد من التبدلات فوق الجينية التي تؤثر في التعبير عن الجينات أو عدم التعبير عنها.
يُعرف اختلال الصيغة الصبغية بوجود عدة كروموسومات شاذة في النواة، وهو أحد التبدلات الجينية المختلفة عن الطفرات، إذ قد يشمل اكتساب أو خسارة كروموسوم واحد أو أكثر بسبب أخطاء في عملية الانقسام الفتيلي. تشمل الطفرات واسعة التأثير إما حذف أو تكرار جزء من الكروموسوم. يحدث التكرار المورثي عندما تكتسب الخلية نسخًا (20 أو أكثر غالبًا) من منطقة كروموسومية صغيرة تحوي عادةً على مورثة ورمية واحدة أو أكثر مع مادة جينية مجاورة لها.
يحدث الانتقال الصبغي عندما تندمج منطقتان صبغيتان منفصلتان بشكل شاذ في موقع نوعي غالبًا. يُعد صبغي فيلادلفيا مثالًا واضحًا عن الانتقال الصبغي، وهو انتقال كروموسومي بين الصبغيين 9 و22 يحدث في ابيضاض المحببات المزمن، وينتج عنه البروتين الاندماجي BCR-abl، وهو كيناز تيروسين ورمي.
تشمل الطفرات على المستوى الأصغر طفرات نقطية وطفرات الحذف والغرز التي قد تحدث في محفز الجينات وتؤثر في التعبير الجيني، أو تحدث في التتالي الجيني المشفر وتغير وظيفة المنتج البروتيني أو استقراره.
قد تختل مورثة مفردة نتيجة اندخال المادة الوراثية من فيروس دنا أو فيروس راجع في المادة الوراثية للخلية، وقد يؤدي هذا إلى التعبير عن الجينات الورمية الفيروسية في الخلية المصابة والخلايا الناتجة عن انقسامها.

### تضرر شريط الدنا
تُعد أذية الدنا السبب الأساسي للسرطان. تحدث أكثر من 60,000 حالة أذية في الظروف الطبيعية لشريط الدنا في الخلية البشرية بسبب العمليات الخلوية داخلية المنشأ (راجع مقال تضرر الدنا الطبيعي).
قد يتضرر الدنا أيضًا نتيجة التعرض لعوامل مسرطنة خارجية المنشأ، مثل دخان التبغ الذي يزيد تضرر شريط الدنا وقد يكون هذا التضرر أحد أسباب زيادة حدوث سرطان الرئة الناجم عن التدخين. تسبب الأشعة فوق البنفسجية القادمة من ضوء الشمس ضررًا مورثيًا يلعب دورًا مهمًا في الإصابة بالورم الميلانيني. تسبب العدوى بالملوية البوابية إنتاج مستويات عاليةً من مركبات الأكسجين التفاعلية التي تصيب شريط الدنا بالضرر وتساهم في حدوث سرطان المعدة. يعد الأفلاتوكسين الناتج عن العمليات الاستقلابية لفطور الرشاشيات الصفراء عاملًا مؤذيًا للدنا ومسببًا لسرطان الكبد.
قد تحدث أذية الدنا بتأثير المواد المنتجة داخل الجسم، إذ تُعد البالعات الكبيرة والعدلات في ظهارة القولون الملتهبة مصدرًا لمركبات الأكسجين التفاعلية المضرة بالدنا وتشكل طليعة عملية التسرطن القولوني، وكذلك تسبب المستويات العالية من الحموض الصفراوية في القولون لدى البشر المعتمدين على حمية عالية الدهون ضررًا للدنا وتساهم في سرطان القولون.
أُشير إلى هذه المصادر الداخلية والخارجية لأذية الدنا في الصندوقين أعلى الشكل المرفق بهذه الفقرة. يظهر الدور الرئيس لأذية الدنا في تطور السرطان في المستوى الثاني من الشكل، وتظهر العناصر الرئيسة في تضرر الدنا والتبدلات فوق الجينية وقصور ترميم شريط الدنا المؤدية إلى التسرطن باللون الأحمر.
يسبب قصور ترميم الدنا تراكم الأضرار فيه ليزيد فرصة حصول السرطان، ويكون الأفراد الذين لديهم عجز موروث في أي من جينات إصلاح الدنا الأربع والعشرين (راجع مقال اضطراب قصور صيانة الحمض النووي) أكثر عرضةً للإصابة بالسرطان (مثل طفرات المورثة p53).
تظهر طفرات الخلايا الجنسية في الصندوق أيسر الشكل، مع الإشارة إلى مساهمتها في قصور ترميم الدنا.
لا تسبب هذه الطفرات في الخلايا الجنسية (المسببة للمتلازمات السرطانية عالية النفوذية) سوى 1% فقط من السرطانات.
تُسمى أغلب السرطانات بالسرطانات غير الموروثة، أو «السرطانات المعزولة». يملك نحو 30% من الحالات المعزولة بعض المكونات الموروثة غير المحددة بدقة، بينما تكون الأغلبية العظمى منها، نحو 70%، خاليةً من المكونات الموروثة.
في السرطانات المعزولة، يحدث قصور إصلاح الدنا أحيانًا بسبب طفرات في مورثات إصلاح الدنا، وغالبًا ينقص التعبير عنها أو يغيب كليًا بسبب التبدلات فوق الجينية التي تنقص أو تكبح التعبير الجيني. أُشير إلى هذا في المستوى الثالث من الأعلى في الشكل المرفق. في دراسة على 113 حالة سرطان قولون ومستقيم فُحصت بالتتالي، وُجدت طفرة مغلوطة في أربعة فقط من مورثات إصلاح الدنا ميتيل غوانين ميتيل ترانسفيراز MGMT، بينما أظهرت غالبية الحالات نقصًا في التعبير عنها بسبب مثيلة المنطقة المحفزة فيها (تبدل فوق جيني).
عند نقص التعبير عن مورثات إصلاح الدنا تظهر حالة قصور إصلاح الدنا، ويشار إلى هذا في الشكل المرفق في المستوى الرابع من الأعلى. في حالة القصور هذه يستمر تضرر الدنا في الخلايا بمستويات أعلى من المعتاد (المستوى 5 من الشكل)، وهذا الضرر الزائد يؤدي إلى زيادة معدل وقوع الطفرات و/أو ما فوق الطفرات (المستوى السادس في الشكل من الأعلى). يزداد معدل الطفرات تجريبيًا في الخلايا القاصرة عن إصلاح الدنا غير المتطابق أو التأشيب المتماثل (إتش إتش آر) بشكل أساسي.
تزيد إعادة الترتيب الصبغي واختلال الصيغة الصبغية من عدد الخلايا معيبة التأشيب المتماثل خلال إصلاح انقطاعات شريط الدنا المزدوج أو الأذيات الأخرى، وقد تسبب مواقع الإصلاح غير المكتملة كبحًا فوق جيني للمورثات.
تتراكم الطفرات الجسدية والتبدلات فوق الجينية التي سببها تضرر الدنا وقصور الإصلاح في منطقة العيوب الحقلية. تعرف منطقة العيوب الحقلية بأنها أنسجة ذات مظهر طبيعي لكنها تحوي تبدلات متعددة (تناقش في الفقرة التالية) وهي مؤهب شائع لتطور النسيلة النسيجية المضطربة مفرطة التكاثر في السرطان. هذه المناطق (المستوى الثاني في الشكل من الأسفل) تحمل العديد من الطفرات والتبدلات فوق الجينية.
من المستحيل تحديد السبب البدئي لأغلب السرطانات النوعية. في حالات قليلة يمكن تحديد سبب واحد، مثل فيروس الهربس إتش إتش في-8 المسبب لكل ساركومات كابوزي، لكن بمساعدة تقنيات علم وبائيات السرطان ومعلوماته أصبح ممكنًا تحديد السبب المحتمل في حالات عديدة. يعد سرطان الرئة أحد الأمثلة على ذلك، إذ يملك هذا السرطان مسببات عدة تشمل استهلاك التبغ وغاز الرادون. يزيد معدل إصابة الرجال المدخنين بسرطان الرئة 14 ضعفًا عن غير المدخنين، إذ تبلغ فرصة أن يكون التدخين سببًا لسرطان الرئة 93% في المدخن الحالي، وفرصة أن يكون غاز الرادون مسببًا له 7% في غير المدخنين المعرضين للغاز. سمحت هذه الترابطات الإحصائية للباحثين بالاستدلال على بعض المواد أو تحديد بعض السلوكيات المسببة للسرطان.
يسبب تدخين التبغ زيادةً في تضرر الدنا خارجي المنشأ، وهذا التضرر يحمل خطر سرطان الرئة الناتج عن التدخين. من بين أكثر من 5,000 مركب في دخان التبغ، هناك عوامل سامة للجينات تسبب التضرر المورثي تحدث بنوعيها في التراكيز الأعلى. تشمل أقوى العوامل المطفرة: أكرولين، ميثانال، أكريلونتريل، بوتاديين 1-3، أسيتالدهيد، أكسيد الإيثيلين، إيزوبرين.
ساعد استخدام تقنيات علم الأحياء الجزيئي على وصف الطفرات المورثية وفوق المورثية والزيغ الصبغي ضمن الورم، وحدث ترق سريع في مجال التنبؤ بإنذار مرضى بعض السرطانات بناءً على طيف الطفرات، إذ تملك نصف الأورام تقريبًا عيبًا في المورثة p53. تترافق هذه الطفرة مع سوء الإنذار لأن هذه الخلايا الورمية يقل احتمال مواتها أو تعرضها للموت الخلوي المبرمج عند أذيتها في أثناء العلاج.
تزيل طفرات التيلوميراز المزيد من العوائق في وجه الانقسام الخلوي ما يزيد عدد الانقسامات في الخلايا الورمية، وتسمح طفرات أخرى بنمو أوعية دموية جديدة تغذي الورم أو تنشر النقائل إلى أجزاء أخرى من الجسم. حالما يتشكل السرطان سيستمر بالتطور وإعطاء سلالات فرعية جديدة. ذكر تقرير عام 2012 أن فحص تسع عينات مأخوذة من سرطان كلية مفرد من تسع مناطق مختلفة كشف عن 40 طفرةً مشتركةً بينها جميعًا، و59 طفرةً مشتركة في بعضها، و29 طفرةً خاصةً بمنطقة واحدة فقط.
يصعب تتبع نسل الخلايا التي تتراكم فيها تبدلات الدنا، لكن تقترح مجموعتان من الأدلة أن الخلية الجذعية الطبيعية قد تكون أصل السرطان. أولًا، يوجد ارتباط إيجابي كبير (معامل سبيرمان للارتباط = 0.81: P < 3.5 x 10−8) بين خطورة تطور السرطان في النسيج وعدد انقسامات الخلايا الجذعية الحادثة في ذات النسيج. ينطبق هذا الارتباط على 31 نوعًا سرطانيًا ويمتد ليشمل 105 انقسام. يعني هذا الارتباط أن انقسام خلية جذعية طبيعية مرةً واحدةً يزيد خطر حدوث السرطان في النسيج بمقدار 1X تقريبًا، وانقسامها 1,000 مرة يزيد خطر السرطان 1,000X، وانقسامها 100,000 مرة يزيد خطر السرطان 100,000X. هذا يشير بقوة إلى أن انقسام الخلية الجذعية «الطبيعي» العامل الأساسي البادئ للسرطان، ويدل على أن أصل السرطان يعود إلى خلايا جذعية صحيحة وسليمة.
ثانيًا، تظهر الإحصاءات أن أغلب السرطانات البشرية تُشخص لدى المعمرين، والتفسير المحتمل لهذا أن السرطانات تحدث بسبب تراكم الأذية الخلوية مع الوقت. إن شريط الدنا هو المكون الخلوي الوحيد الذي يراكم الأذية عبر كامل حياته، والخلية الجذعية هي الخلية الوحيدة التي تستطيع نقل الدنا من البويضة إلى الخلايا الأخرى لاحقًا خلال الحياة، وبما أن الخلايا الأخرى المشتقة من الخلايا الجذعية لا تحتفظ بالدنا من بداية حياتها حتى حدوث سرطان محتمل، نستنتج أن أغلب السرطانات تنشأ من الخلايا الجذعية الطبيعية.

### مساهمة الحيز المسرطن (الحقل المعيب) في تطور السرطان
استخدم مصطلح «الحيز المسرطن» للمرة الأول عام 1953 لوصف منطقة أو «حيز» الظهارة الخاضعة لعمليات غير واضحةً (في ذلك الوقت) تجعلها مؤهبةً لتطوير السرطان. منذ ذلك الحين بدأ استخدام مصطلح «الحيز المسرطن» و«الحقل المعيب» لوصف النسيج قبل الخبيث الذي قد يتطور فيه السرطان.
عُرفت الحقول المعيبة بترافقها مع السرطانات وأهميتها في تطورها. أشار روبن إلى أن «الأغلبية العظمى من الدراسات في الأبحاث السرطانية أُجريت على أورام معروفة جيدًا في الكائن الحي، أو على بؤر تنشؤية منفصلة في المختبر، وهناك دليل على حدوث أكثر من 80% من الطفرات الجسدية الموجودة في النمط الظاهري الطافر في أورام القولون والمستقيم لدى الإنسان قبل بدء التوسع النسيلي الانتهائي......».
حُددت أكثر من نصف الطفرات الجسدية في الأورام الواقعة في المرحلة قبل التنشؤية (في منطقة الحقل المعيب) خلال نمو الخلايا الطبيعية ظاهريًا، وكان من المتوقع أن الكثير من التبدلات فوق الجينية الموجودة في الأورام تحدث في مرحلة العيوب الحقلية قبل التنشؤية.
قد ينشأ الحقل المعيب في القولون بالاصطفاء الطبيعي لخلية طافرة أو مصابة بتبدل فوق جيني من بين الخلايا الجذعية المصطفة في قاعدة الخبايا المعوية على الوجه الباطن للظهارة. قد تستبدل الخلية الجذعية الطافرة أو الحاملة للتبدلات فوق الجينية الخلايا الجذعية القريبة الأخرى عبر الاصطفاء الطبيعي، وهذا قد يكون بقعةً من النسيج الشاذ.
يظهر الشكل المرفق بهذه الفقرة صورةً لقطعة مستأصلةً حديثًا من القولون مفتوحة طوليًا تظهر سرطان قولون وأربعة بوليبات. أسفل الصورة رسم تخطيطي يحدد حجم بقعة الخلايا الطافرة أو الحاملة للتغيرات فوق الجينية باللون الأصفر. ضمن هذه البقعة الكبيرة في المخطط (سلالة كبيرة من الخلايا) قد تحدث طفرة أو تبدل فوق جيني آخر وبذلك تكتسب الخلايا الجذعية المتأثرة ميزةً على مجاوراتها، وقد تتكاثر معطيةً نسلًا خلويًا يشكل بقعةً ثانيةً ضمن البقعة الأولى تُدعى خلاياها بالسلالة الفرعية. يُشار إلى هذه النسخ الفرعية على الشكل بأربع بقع صغيرة بألوان مختلفة ضمن البقعة الكبيرة الصفراء الأصلية.
قد تتكرر العملية ضمن هذه البقع الجديدة (النسخ الفرعية) مرات عدة، يُشار إليها في الشكل بالبقع الصغيرة ضمن البقع الأربع الثانوية (بألوان مختلفة على المخطط) والتي تتوسع نسيليًا حتى تنشأ خلايا جذعية تولد بوليبات صغيرة أو تنشؤًا ورميًا خبيثًا (سرطان).
في الصورة المرفقة، ولد الحقل المعيب الظاهر في القطعة القولونية أربعة بوليبات (مشار إليها في الصورة وفق قياس البوليب: 6 مم، 5 مم، 2 مم، 3 مم، والسرطان يمتد عبر منطقة التسرطن بقياس 3 سم بطوله الأعظمي). أشير إلى هذه التنشؤات أيضًا (في المخطط أسفل الصورة) بأربع دوائر سمراء اللون (بوليبات) ومنطقة حمراء أكبر حجمًا (سرطان). أصاب السرطان في الصورة منطقة الأعور، وهو مكان اتصال القولون بالمعي الدقيق (مذكور في الصورة) ومكان خروج الزائدة الدودية (مذكور في الصورة).
الدهون الموجودة في الصورة خارجية نسبةً لجدار القولون. في القطعة القولونية الظاهرة في الصورة، أجرى الجراح شقًا طوليًا في القولون لعرض الوجه الداخلي وإظهار السرطان والبوليبات الناشئة ضمن الظهارة المبطنة للقولون.
إذا كانت الآلية العامة لنشوء سرطانات القولون المعزولة هي تشكل نسيلة قبل ورمية تنتشر بالاصطفاء الطبيعي، ويتلوها تشكل نسائل فرعية ضمن النسيلة البدئية، ونسائل فرعية-فرعية ضمن النسيلة الثانوية، فيجب أن تترافق مناطق زيادة (حقول) زيادة الشذوذ الخلوي مع سرطانات القولون أو تسبقها، وهذا يعكس تعاقب الأحداث السابقة للخباثة. إن منطقة الشذوذ الأعظم (المنطقة الصفراء الخارجية غير المنتظمة في المخطط) تمثل الحدث الأبكر في تشكل التنشؤ الخبيث.
في تقييم تجريبي لقصور صيانة الدنا النوعي في السرطانات، ظهر الكثير من اضطرابات الصيانة في الحقل المعيب المحيط بالسرطان. يظهر الجدول في الأسفل أمثلةً على قصور صيانة الدنا في سرطان ناتج عن تبدل فوق جيني، ووجد تكرار ضعيف نوعا ما لهذه التبدلات فوق الجينية المسببة لقصور صيانة الدنا في الحقل المعيب المحيط بالسرطان.
| معدل ظهور التبدلات فوق الجينية في مورثات إصلاح الدنا في السرطانات المعزولة والحقل المعيب المجاور |         |              |                                    |
| السرطان                                                                                          | المورثة | معدل التكرار | معدل التكرار في منطقة الحقل المعيب |
| القولون والمستقيم                                                                                | MGMT    | 46%          | 34%                                |
| القولون والمستقيم                                                                                | MGMT    | 47%          | 11%                                |
| القولون والمستقيم                                                                                | MGMT    | 70%          | 60%                                |
| القولون والمستقيم                                                                                | MSH2    | 13%          | 5%                                 |
| القولون والمستقيم                                                                                | ERCC1   | 100%         | 40%                                |
| القولون والمستقيم                                                                                | PMS2    | 88%          | 50%                                |
| القولون والمستقيم                                                                                | XPF     | 55%          | 40%                                |
| الرأس والعنق                                                                                     | MGMT    | 54%          | 38%                                |
| الرأس والعنق                                                                                     | MLH1    | 33%          | 25%                                |
| الرأس والعنق                                                                                     | MLH1    | 31%          | 20%                                |
| المعدة                                                                                           | MGMT    | 88%          | 78%                                |
| المعدة                                                                                           | MLH1    | 73%          | 20%                                |
| المريء                                                                                           | MLH1    | 77%–100%     | 23%–79%                            |

قد تكون بعض البوليبات الصغيرة الظاهرة في منطقة الحقل المعيب في صورة القطعة القولونية المفتوحة تنشؤات حميدةً نسبيًا. وجدت دراسة عام 1996 على البوليبات الأصغر من 10 مم التي وجدت خلال تنظير القولون المتكرر على مدى 3 سنوات أن 25% منها حافظت على حجمها و35% تراجعت أو تقلصت و40% نمت وزاد حجمها.

### عدم استقرار الجينوم
من المعروف أن السرطانات تظهر عدم استقرار جيني أو «نمطًا ظاهريًا طافرًا». تشكل الدنا المشفرة للبروتينات ضمن النواة ما نسبته 1.5% فقط من جينوم الدنا الكلي، وضمن هذا القسم (الذي يسمى إكسوم) يبلغ عدد الطفرات المغيرة للبروتينات في سرطان الثدي أو القولون العادي 60 إلى 70 طفرة، 3 أو 4 منها طفرات «سائق»، والبقية قد تكون طفرات «راكب»، لكن يبلغ عدد طفرات متتالية الدنا الوسطي في كامل الجينوم (بما فيها المناطق غير المشفرة للبروتين) في عينة مأخوذة من نسيج سرطان الثدي نحو 200,000 طفرة.
في عينة عادية من نسيج الورم الميلانيني (يرتفع معدل تكرار طفرات الإكسوم في الورم الميلانيني)، يبلغ العدد الإجمالي لطفرات تسلسل الدنا نحو 80,000. يشير هذا التكرار الكبير للطفرات في تتالي النوكليوتيدات ضمن السرطان إلى أن التغير الباكر المسبب للسرطان في منطقة الحقل المعيب (مثل المنطقة الصفراء في المخطط المرفق بالفقرة السابقة) يمثل غالبًا قصورًا في إصلاح الدنا.
وُجدت حقول معيبة واسعة تحيط بسرطانات القولون (تمتد نحو 10 سم على جميع جوانب السرطان) تحمل عيوبًا فوق جينية في بروتينين أو ثلاثة من بروتينات صيانة الدنا (ERCC1، ERCC4 (XPF) و/أو PMS2) في كامل المنطقة المعيبة.
عند نقص التعبير عن مورثات إصلاح الدنا، تتراكم أذيات الشريط الوراثي في الخلية بمعدلات أعلى من الطبيعي، وهذا يسبب زيادة تكرار الطفرات المورثية و/أو فوق المورثية. يزداد معدل الطفرات كثيرًا في الخلايا العاجزة عن ترميم الدنا غير المتطابق أو القاصرة عن التأشيب المتماثل (إتش إتش آر). يسمح قصور صيانة الدنا بتراكم الأذيات، وقد يسبب التخليق الحيوي العابر للآفة المعرض للخطأ في بعض المناطق المتضررة تشكيل الطفرات. إن الإصلاح الخاطئ لهذه الأذيات المتراكمة في الدنا قد يسبب طفرات فوق جينية، وهذه الطفرات الجينية وفوق الجينية قد تمنح الخلية ميزةً تكاثرية مولدةً حقلًا معيبًا.
رغم أن هذه الطفرات في مورثات إصلاح الدنا لا تمنح بحد ذاتها ميزةً انتقائية للخلايا، يمكنها أن تنتقل عبر الخلايا كطفرات راكب إلى أن تحصل طفرة جينية أو فوق جينية تمنح هذه الخلية ميزةً تكاثرية.